# مزغ (باقران)
مزغ (بالفارسية: مزگ) هي مستوطنة تقع في إيران في قسم باقران الريفي. يقدر عدد سكانها بـ 60 نسمة بحسب إحصاء 2016.